# Liste der Naturdenkmale in Schweisweiler
Die Liste der Naturdenkmale in Schweisweiler nennt die im Gemeindegebiet von Schweisweiler ausgewiesenen Naturdenkmale (Stand 28. März 2024).

## Naturdenkmale
| Nr.         | Bezeichnung             | Lage                                                 | Beschreibung                                                                         | Bild                                    |
| ----------- | ----------------------- | ---------------------------------------------------- | ------------------------------------------------------------------------------------ | --------------------------------------- |
| ND-7333-011 | Schieferfels            | nordöstlich des Ortes; Flur Forellenborn Lage        | etwa 100 m lange und 50 m breite Felsenformation; flächenhaftes Naturdenkmal, 0,5 ha | Direkt Bild zu diesem Denkmal hochladen |
| ND-7333-045 | Hahnfels                | nordöstlich des Ortes; Abteilung Hahnfeld Lage       | Felsformation; flächenhaftes Naturdenkmal, 1,0 ha                                    | Direkt Bild zu diesem Denkmal hochladen |
| ND-7333-046 | Engels- und Teufelsfels | südöstlich des Ortes, oberhalb der Eisenschmelz Lage | Felsenformation                                                                      | Direkt Bild zu diesem Denkmal hochladen |
| ND-7333-119 | Rotbuche im Prügel-Wald | östlich des Ortes; Abteilung Im Prügelwald Lage      | Fagus sylvatica; um 1750 gekeimt, etwa 30 m hoch bei 4,3 m Umfang                    | Direkt Bild zu diesem Denkmal hochladen |

## Ehemalige Naturdenkmale
| Nr. | Bezeichnung | Lage                                                    | Beschreibung                                      | Bild                                    |
| --- | ----------- | ------------------------------------------------------- | ------------------------------------------------- | --------------------------------------- |
|     | Akazie      | östlich des Ortes an der B 48 beim Gasthaus Tivoli Lage | Robinia pseudoacacia; Rechtsverordnung aufgehoben | Direkt Bild zu diesem Denkmal hochladen |